# 另一個人 (電影)
《另一個人》（法語：L'Autre）是一部於2008年法國劇情片。該片由派翠克·馬力歐·貝納赫和皮耶·特伊維迪奇執導，改編自安妮·艾諾的小說《嫉妒所未知的空白》。它是2008年第65届威尼斯电影节的參賽者。多明妮克·布蘭的演出贏得沃爾庇杯最佳女演員獎。

## 角色
- 多明妮克·布蘭 飾 安-瑪莉
- 希里爾·桂伊 飾 亞歷克斯
- 彼得·波恩科 飾 拉斯
- 克里斯蒂爾·蒂阿爾 飾 奧德
- 安妮·貝努瓦（英语：Anne Benoît） 飾 瑪麗斯·施耐德

## 外部鏈接
- 互联网电影数据库（IMDb）上《另一個人》的资料（英文）